# Gerard Sandra
Gerard Sandra (Kortrijk, 21 november 1909 – Kortrijk, 7 mei 1999) was een Vlaams theaterdirecteur en tenor.

## Biografie
Aan de stedelijke Muziekacademie studeerde hij solfège en viool van 1919 tot 1928. Na een reeks zeer actieve deelname aan Nederlandse en Franse toneelstukken en lichte operettes, opgevoerd in het Sint-Jozefsinstituut te Kortrijk was zijn eigenlijke debuut op 18-jarige leeftijd in de stadsschouwburg op 19 oktober 1927 als koorzanger bij het Franstalig toneelgezelschap Cercle Royal Comoedia, in de operette "Véronique van André Messager.
Vervolgens verleende hij in dezelfde maatschappij zijn medewerking in komische opera's en operettes in min of meer belangrijke opdrachten. Tussenin trad hij ook op in verscheidene Franse komedies.

## Carrière als zanger
Van 1928 tot 1931 was hij opnieuw ingeschreven in de stedelijke Muziekacademie te Kortrijk bij de zangpedagoog Pierre Vanderghoten en in 1930 zijn militaire dienst, bij Leo Vanderhaeghen in het Koninklijk Conservatorium te Gent. In 1931 behaalde hij te Kortrijk op 21-jarige leeftijd een eerste prijs voor zang met grote onderscheiding.
Tussen 1931 en 1934 verleende hij zijn medewerking bij "De Vlaamse Zonen" in twee operettes van Robert Stolz: "De sprong in het geluk" en "De Dansgravin". Bij dezelfde vereniging deed hij tevens in 1934 de creatie in het Nederlands van "Het land van de glimlach" van Franz Léhar met Georgine Debels-Lepere. In dit stuk trad hij kort nadien voor de eerste maal in de Koninklijke Opera Gent.
In 1935 na het afsterven van Robert Soenen, de toenmalige lyrisch bestuurder van Comoedia, werd Gerard Sandra op 25-jarige leeftijd in diezelfde hoedanigheid aangesteld en leidde er de lyrische afdeling tot in 1938, waarna alle toneelactiviteit wegens oorlogsomstandigheden werd stopgezet. In dezelfde periode vertolkte hij er de hoofdrollen met Hilde Lomme-Scherpereel (moeder van Chris Lomme) in Frederique, Paganini, Le Pays du Sourire en Comtesse Maritza, alsook Le Tsarewitsch met Henriëtte Mandel.
In 1941 stichtte hij, in samenwerking met wijlen Achilles Sengier en Charles Marchal alsook met Octaaf Debels en Leon Vandeginste, het operettegezelschap "de Lyrische Kunstenaars", dat tot in 1944 vertoningen inrichtte ten bate van liefdadige werken.
Na de Tweede Wereldoorlog bleef hij er ononderbroken de algemene leiding waarnemen en was er tevens zang- en Koorleider van. In méér dan dertig operettes en twee opera's vertolkte hij de hoofdrol. Ook dirigeerde hij het orkest voor verschillende operettes.
In de na-oorlogse periode richtte hij, op verzoek van Baron Jean de Bethune, voorzitter van de Militaire Kring te Wevelgem, verscheidene variété- en show avonden in, voor de Belgische en Engelse militairen.
Van 1945 tot 1965 gaf hij in de gewestelijke zender van de BRT nu VRT meer dan 50 zangrecitals.
In 1945 trad hij op in het Casino te Blankenberge in een showprogramma naast de gekende Franse filmvedette André Bourvil.
In 1946 en 1947 en later opnieuw  tussen 1952 en 1960 trad hij verscheidene malen op als gasttenor in de Koninklijke Opera onder de directies van Vina Bovy, Constant Meillander en Karel Locufier.
Van 1956 tot 1961 was hij eerste tenor bij het N.I.R. (thans VRT). Hij trad er op in uitzendingen van opera's en operettes met het omroeporkest en het groot casino-orkest.

## Carrière als theaterdirecteur
In 1959 werd Gerard Sandra benoemd tot directeur van de stedelijke stadsschouwburg, een functie die hij meer dan 20 jaar uitoefende. In 1960 werd onder zijn impuls het Directiecomité van de stadsschouwburg tot stand gebracht. In hetzelfde jaar bewerkstelligde hij de fusie van de lyrische verenigingen van de stad in sindsdien onder zijn leiding het "Kortrijks Lyrisch Toneel" is geworden dat nog steeds bekend staat als het sterkste operettegezelschap van het land. In 1961 werd door zijn initiatief de stadsschouwburg van Kortrijk tot "Koninklijk" verheven. 
In 1951 vertolkte hij een hoofdrol in het massa-openluchtspel dat te Kortrijk werd opgevoerd voor de 600e verjaring van de Slag der Gulden Sporen. Tijdens het seizoen 1963-1964 was hij mede-inrichter te Kortrijk van het 30e Koninklijk Landjuweel waarvan hij het plaatselijk secretariaat waarnam.
Onder zijn jarenlange leiding hebben een hele schare zangers, zangeressen, acteurs en actrices carrière gemaakt, hetzij als dilettant hetzij als beroepsmensen, waarvan verscheidene in binnen- en buitenland vermaardheid verwierven.